# Lac Lookout Point
Pour les articles homonymes, voir Lookout Point.
Le lac Lookout Point (en anglais : Lookout Point Lake ou Lookout Point Reservoir) est un lac de barrage américain, situé sur le cours de la Middle Fork Willamette River dans le comté de Lane, en Oregon. Sa moitié sud-est est protégée au sein de la forêt nationale de Willamette. 
D'une surface de 17,6 kilomètres carrés, il a été créé en 1953 avec la construction du barrage de Lookout Point (en anglais : Lookout Point Dam), d'une hauteur de 84 mètres qui peut retenir jusqu'à 589 200 000 mètres cubes d'eau. Cette retenue et une autre, le barrage de Dexter (en) construit à la même époque juste en aval, ont été conçues comme des bassins de régulation pour contrôler les inondations, produire de l'électricité (Le barrage de Lookout Point peut produire 120 000 kilowatts) et offrir avec le lac un lieu pour la navigation de plaisance, la pêche et d'autres activités de loisir de plein air.
Le lac, d'une longueur d'environ 23 kilomètres, est situé à proximité de la ville de Lowell. 

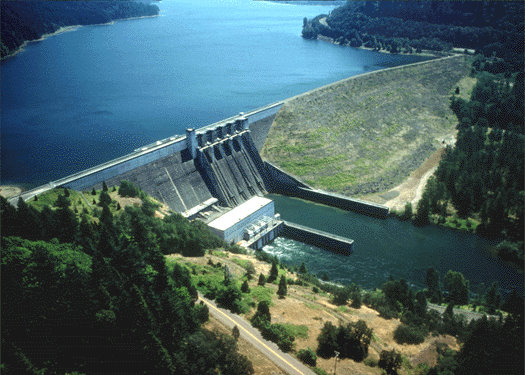
Barrage de Lookout Point.